# Cóbdar
Cóbdar község Spanyolországban, Almería tartományban. Lakosainak száma 190 fő (2024).

## Földrajza
Cóbdar Alcudia de Monteagud, Albanchez, Líjar, Lubrín, Sorbas, Uleila del Campo, Benizalón és Benitagla községekkel határos.

## Népesség
A település lakosságának változását az alábbi diagram mutatja:
| Lakosok száma | 221  | 242  | 192  | 188  | 170  | 154  | 169  | 171  | 170  | 190  |
|               | 2001 | 2004 | 2006 | 2009 | 2011 | 2014 | 2016 | 2019 | 2021 | 2024 |